# Denmark Open 1980
Die Denmark Open 1980 im Badminton fanden vom 6. bis 9. März 1980 in Kopenhagen statt.

## Finalergebnisse
| Disziplin    | Sieger                         | Finalist                       | Ergebnis            |
| ------------ | ------------------------------ | ------------------------------ | ------------------- |
| Herreneinzel | Prakash Padukone               | Morten Frost                   | 15-7, 18-13         |
| Dameneinzel  | Ivanna Lie                     | Yoshiko Yonekura               | 11-8, 12-11         |
| Herrendoppel | Steen Skovgaard Flemming Delfs | Ade Chandra Christian Hadinata | 15-10, 10-15, 15-10 |
| Damendoppel  | Gillian Gilks Nora Perry       | Atsuko Tokuda Yoshiko Yonekura | 18-15, 9-15, 15-9   |
| Mixed        | Mike Tredgett Nora Perry       | Steen Skovgaard Lene Køppen    | 15-11, 15-8         |